# جون دودي
جون دودي (بالإنجليزية: John Duddy)‏ مواليد 19 يونيو 1979 في ديري، هو ملاكم محترف أيرلندي يصنف ضمن فئة الوزن المتوسط بدأ مسيرته الاحترافية سنة 2003 حيث انتصر في نزاله الأول.

## المسيرة الاحترافية
من نزالاته:
- خسر أمام خوليو سيزار تشافيز جونيور (26-06-2010).
- انتصر على مايكل ميدينا (13-03-2010).
- خسر أمام بيلي لييل (24-04-2009).
- انتصر على مات فاندا (21-02-2009).
- انتصر على تشارلز هاو (28-06-2008).
- انتصر على هوارد إيستمان (20-10-2007).
- انتصر على أليسيو فورلان بالضربة الفنية القاضية (14-07-2007).
- انتصر على يوري بوي كامباس (29-09-2006).

## إحصائيات
خاض خلال مسيرته 31 نزالا، فاز في 29 وخسر في 2. فاز بالضربة القاضية في 18 نزالا.

## روابط خارجية
- جون دودي على موقع IMDb (الإنجليزية)
- جون دودي على موقع بوكس ريك (الإنجليزية) (registration required)